# Вільям фон Вірен
Вільям фон Вірен (11 вересня 1894 — 23 листопада 1956) — естонський яхтсмен.
Бронзовий призер Олімпійських Ігор 1928 року в класі 6 метрів.